# Era Muammar al-Gaddafi

A bandeira verde da Grande Jamahiriya Árabe Popular Socialista da Líbia. A cor verde, que representava o Islã e a Terceira Teoria Internacional de Gaddafi, foi delineada no Livro Verde.

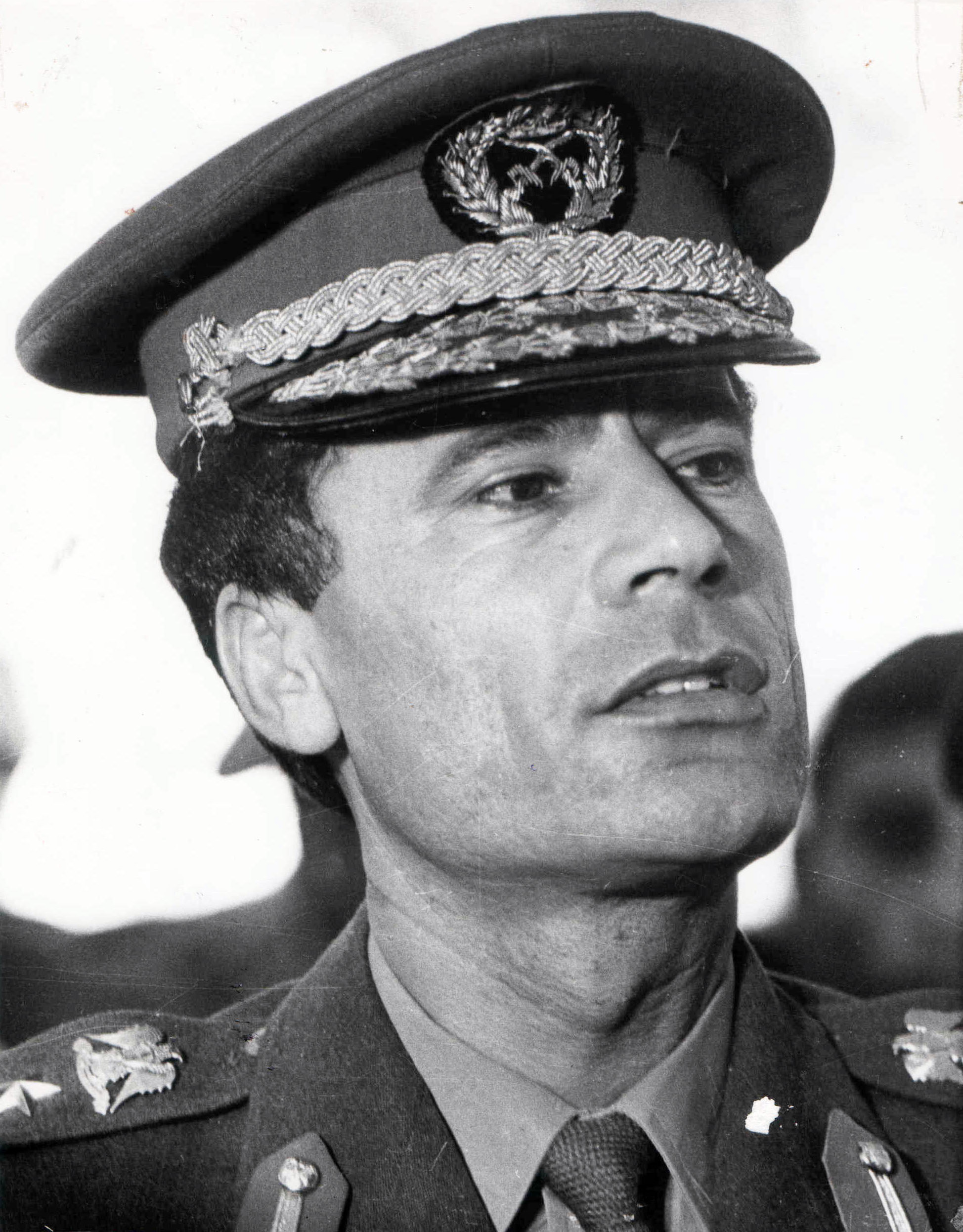
Muammar Gaddafi, retratado logo após sua tomada do poder, em visita à Iugoslávia em 1970.

Muammar Gaddafi tornou-se o líder de facto da Líbia em 1 de Setembro de 1969, depois de liderar um grupo de jovens oficiais do Exército Líbio contra Rei Idris I num golpe de Estado sem derramamento de sangue. Depois que o rei fugiu do país, o Conselho do Comando Revolucionário (CCR), liderado por Gaddafi, aboliu a monarquia e a antiga constituição e estabeleceu a República Árabe da Líbia, com o lema "liberdade, socialismo e unidade". O nome da Líbia foi mudado várias vezes durante o mandato de Gaddafi como líder. De 1969 a 1977, o nome foi República Árabe da Líbia; em 1977, foi mudado para Jamahiriya Árabe Popular Socialista da Líbia. Jamahiriya foi um termo cunhado por Gaddafi, geralmente traduzido como “Estado das massas”. O país foi renomeado novamente em 1986 como Grande Jamahiriya Árabe Popular Socialista da Líbia, após o bombardeio dos Estados Unidos naquele ano.
Depois de chegar ao poder, o governo da CCR iniciou um processo de direcionamento de fundos para o fornecimento de educação, cuidados de saúde e habitação para todos. A educação pública no país tornou-se gratuita e o ensino primário obrigatório para ambos os sexos. Os cuidados médicos tornaram-se disponíveis ao público gratuitamente, mas fornecer alojamento para todos foi uma tarefa que o governo da CCR não conseguiu concluir. Sob Gaddafi, o rendimento per capita no país aumentou para mais de 11.000 dólares, o quinto mais elevado de África. O aumento da prosperidade foi acompanhado por uma política externa controversa e pelo aumento da repressão política interna.
Durante as décadas de 1980 e 1990, Gaddafi, em aliança com o Bloco Oriental e a Cuba de Fidel Castro, apoiou abertamente movimentos rebeldes como o Congresso Nacional Africano de Nelson Mandela, a Organização para a Libertação da Palestina de Yasser Arafat, o Exército Republicano Irlandês Provisório e a Frente Polisário. O governo de Gaddafi era conhecido ou suspeito de participar ou ajudar em ataques dessas e de outras forças por procuração. Além disso, Gaddafi empreendeu várias invasões de estados vizinhos em África, nomeadamente o Chade nas décadas de 1970 e 1980. Suas ações levaram a uma deterioração das relações externas da Líbia com vários países, principalmente os Estados ocidentais, e culminaram no bombardeio da Líbia pelos Estados Unidos em 1986. Gaddafi defendeu as ações do seu governo citando a necessidade de apoiar movimentos anti-imperialistas e anticoloniais em todo o mundo. Notavelmente, Gaddafi apoiou movimentos antissionistas, pan-árabes, pan-africanistas, árabes e negros pelos direitos civis. O comportamento de Gaddafi, muitas vezes errático, levou alguns estrangeiros a concluir que ele não era mentalmente são, uma afirmação contestada pelas autoridades líbias e outros observadores próximos de Gaddafi. Apesar de receber extensa ajuda e assistência técnica da União Soviética e dos seus aliados, Gaddafi manteve laços estreitos com governos pró-americanos na Europa Ocidental, em grande parte cortejando empresas petrolíferas ocidentais com promessas de acesso ao lucrativo sector energético líbio. Após os ataques de 11 de setembro, as relações tensas entre a Líbia e os países da OTAN foram em grande parte normalizadas e as sanções contra o país foram relaxadas, em troca do desarmamento nuclear.
No início de 2011, eclodiu uma guerra civil no contexto da Primavera Árabe mais ampla. As forças rebeldes anti-Gaddafi formaram um comitê denominado Conselho Nacional de Transição em Fevereiro de 2011, para atuar como autoridade interina nas áreas controladas pelos rebeldes. Após assassinatos perpetrados pelas forças governamentais, além dos perpetrados pelas forças rebeldes, uma coligação multinacional liderada pelas forças da OTAN interveio em Março em apoio aos rebeldes. O Tribunal Penal Internacional emitiu um mandado de prisão contra Gaddafi e sua comitiva em junho de 2011. O governo de Gaddafi foi derrubado após a queda de Trípoli nas mãos das forças rebeldes em agosto, embora bolsões de resistência mantidos por forças de apoio ao governo de Gaddafi tenham resistido por mais dois meses, especialmente na cidade natal de Gaddafi, Sirte, que ele declarou a nova capital da Líbia em Setembro. A queda dos últimos locais restantes em Sirte sob controlo pró-Gaddafi em 20 de outubro de 2011, seguida pelo subsequente assassinato de Gaddafi, marcou o fim da Jamahiriya Árabe da Líbia.

## Golpe de Estado de 1969
A descoberta de reservas petrolíferas significativas em 1959 e o subsequente rendimento das vendas de petróleo permitiram ao Reino da Líbia passar de uma das nações mais pobres do mundo para um estado rico. Embora o petróleo tenha melhorado drasticamente as finanças do governo líbio, começou a aumentar o ressentimento devido à crescente concentração da riqueza da nação nas mãos do rei Idris. Este descontentamento aumentou com a ascensão do nasserismo e do nacionalismo/socialismo árabe em todo o Norte de África e no Médio Oriente.
Em 1 de setembro de 1969, um grupo de cerca de 70 jovens oficiais do exército conhecido como Movimento dos Oficiais Livres e homens alistados, em sua maioria designados para o Corpo de Sinalização, assumiu o controle do governo e, de uma só vez, aboliu a monarquia líbia. O golpe foi lançado em Bengasi e em duas horas a tomada do poder foi concluída. As unidades do exército rapidamente se reuniram em apoio ao golpe e, em poucos dias, estabeleceram firmemente o controle militar em Trípoli e em todo o país. A recepção popular do golpe, especialmente por parte dos jovens nas áreas urbanas, foi entusiástica. Os receios de resistência na Cirenaica e em Fezã revelaram-se infundados. Nenhuma morte ou incidente violento relacionado ao golpe foi relatado. 
O Movimento dos Oficiais Livres, que reivindicou o crédito pela execução do golpe, foi liderado por uma direção de doze membros que se autodenominava Conselho do Comando Revolucionário (CCR). Este órgão constituiu o governo líbio após o golpe. Na sua proclamação inicial de 1 de Setembro,  a CCR declarou o país como um Estado livre e soberano denominado República Árabe da Líbia, que prosseguiria "no caminho da liberdade, unidade e justiça social, garantindo o direito à igualdade aos seus cidadãos, e abrindo diante deles as portas do trabalho honroso." O domínio dos turcos e italianos e o governo "reacionário" recém derrubado foram caracterizados como pertencentes à "era das trevas", a partir da qual o povo líbio foi chamado a avançar como "irmãos livres" para uma nova era de prosperidade, igualdade e honra. 
O CCR informou aos representantes diplomáticos na Líbia que as mudanças revolucionárias não tinham sido dirigidas de fora do país, que os tratados e acordos existentes permaneceriam em vigor e que as vidas e propriedades estrangeiras seriam protegidas. O reconhecimento diplomático do novo governo veio rapidamente de países de todo o mundo. O reconhecimento dos Estados Unidos foi oficialmente prorrogado em 6 de setembro. 

### Pós-golpe

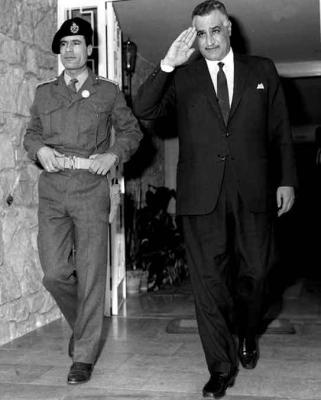
Gaddafi (à esquerda) com o presidente egípcio Gamal Abdel Nasser em 1969

Tendo em conta a falta de resistência interna, parecia que o principal perigo para o novo governo residia na possibilidade de uma reação inspirada pelo ausente rei Idris ou pelo seu herdeiro designado, o príncipe herdeiro Haçane, que tinha sido levado sob custódia na altura do golpe, juntamente com outros altos funcionários civis e militares do governo real. No entanto, poucos dias após o golpe, Hasan renunciou publicamente a todos os direitos ao trono, declarou o seu apoio ao novo governo e apelou ao povo para o aceitar sem violência. 
Idris, numa troca de mensagens com o CCR através do presidente do Egito, Nasser, dissociou-se das supostas tentativas de garantir a intervenção britânica e negou qualquer intenção de regressar à Líbia. Em troca, o CCR lhe garantiu a segurança de sua família ainda no país. A seu pedido e com a aprovação de Nasser, Idris fixou residência mais uma vez no Egito, onde passou o seu primeiro exílio e onde permaneceu até à sua morte em 1983. 
Em 7 de setembro de 1969, a CCR anunciou que havia nomeado um gabinete para conduzir o governo da nova república. Um técnico educado nos Estados Unidos, Mahmud Suleiman Maghribi, que estava preso desde 1967 por suas atividades políticas, foi designado primeiro-ministro. Ele presidiu o Conselho de Ministros de oito membros, dos quais seis, como Maghribi, eram civis e dois – Adam Said Hawwaz e Musa Ahmad – eram oficiais militares. Nenhum dos oficiais era membro do CCR. 
O Conselho de Ministros foi instruído a "implementar a política geral do Estado tal como elaborada pela CCR", não deixando dúvidas sobre onde residia a autoridade final. No dia seguinte, o CCR decidiu promover o capitão Gaddafi a coronel e nomeá-lo comandante-em-chefe das Forças Armadas da Líbia. Embora os porta-vozes do CCR tenham recusado até Janeiro de 1970 revelar quaisquer outros nomes de membros do CCR, tornou-se evidente a partir dessa data que o chefe do CCR e o novo chefe de Estado de facto era Gaddafi. 
Os analistas foram rápidos a apontar as semelhanças impressionantes entre o golpe militar na Líbia de 1969 e o do Egito sob Nasser em 1952, e tornou-se claro que a experiência egípcia e a figura carismática de Nasser formaram o modelo para o Movimento dos Oficiais Livres. À medida que a CCR, nos últimos meses de 1969, se movia vigorosamente para instituir reformas internas, proclamou a neutralidade no confronto entre as superpotências e a oposição a todas as formas de colonialismo e imperialismo. Também deixou clara a dedicação da Líbia à unidade árabe e ao apoio à causa palestiniana contra Israel. 
O CCR reafirmou a identidade do país como parte da "nação árabe" e a sua religião estatal como o Islã. Aboliu as instituições parlamentares, sendo todas as funções legislativas assumidas pela CCR, e deu continuidade à proibição dos partidos políticos, em vigor desde 1952. O novo governo rejeitou categoricamente o comunismo – em grande parte porque era ateu – e adoptou oficialmente uma interpretação árabe do socialismo que integrava os princípios islâmicos com reformas sociais, económicas e políticas. A Líbia mudou, praticamente da noite para o dia, do campo dos estados tradicionalistas árabes conservadores para o dos estados nacionalistas radicais. 

## República Árabe da Líbia (1969–1977)
```
   |-
       |
Erro:
:  
valor não especificado para "
nome_comum
"

   |-
       | 
Erro:
:  
valor não especificado para "
continente
"
```

### Tentativas de contra-golpe
Após a formação da República Árabe Líbia, Gaddafi e os seus associados insistiram que o seu governo não se basearia na liderança individual, mas sim na tomada de decisões colegiais.
A primeira grande mudança de gabinete ocorreu logo após o primeiro desafio ao governo. Em dezembro de 1969, Adam Said Hawwaz, o ministro da defesa, e Musa Ahmad, o ministro do interior, foram presos e acusados de planejar um golpe. No novo gabinete formado após a crise, Gaddafi, mantendo o cargo de presidente do CCR, tornou-se também primeiro-ministro e ministro da Defesa. 
O major Abdessalam Jalloud, geralmente considerado atrás apenas de Gaddafi no CCR, tornou-se vice-primeiro-ministro e ministro do Interior.  Este gabinete totalizava treze membros, dos quais cinco eram oficiais do CCR.  O governo foi desafiado pela segunda vez em julho de 1970, quando Abdullah Abid Sanusi e Ahmed al-Senussi, primos distantes do ex-rei Idris, e membros do clã Sayf an Nasr de Fezzan foram acusados de conspirar para tomar o poder para si próprios.  Depois que a conspiração foi frustrada, ocorreu uma mudança substancial no gabinete, com os oficiais do CCR formando pela primeira vez a maioria entre os novos ministros. 

### Afirmação do controle de Gaddafi
Desde o início, os porta-vozes do CCR indicaram uma intenção séria de responsabilizar o “regime extinto”. Em 1971 e 1972, mais de 200 antigos funcionários do governo (incluindo sete primeiros-ministros e numerosos ministros), bem como o antigo rei Idris e membros da família real, foram levados ao Tribunal Popular da Líbia para serem julgados sob a acusação de traição e corrupção. 
Muitos, que viviam no exílio (incluindo Idris), foram julgados à revelia. Embora uma grande percentagem dos acusados tenha sido absolvida, foram impostas a outros penas de até quinze anos de prisão e pesadas multas. Cinco sentenças de morte, todas menos uma delas à revelia, foram pronunciadas; entre eles, um contra Idris. A ex-rainha Fátima e o ex-príncipe herdeiro Haçane foram condenados a cinco e três anos de prisão, respectivamente. 
Entretanto, Gaddafi e o CCR dissolveram a Ordem Senussi e rebaixaram oficialmente o seu papel histórico na conquista da independência da Líbia. Ele também declarou que as questões regionais e tribais eram "obstruções" no caminho do avanço social e da unidade árabe, demitindo os líderes tradicionais e traçando fronteiras administrativas entre os grupos tribais. 
O Movimento dos Oficiais Livres foi renomeado como "União Socialista Árabe" (ASU) em 1971 (modelado após a União Socialista Árabe do Egito), ao mesmo tempo que se tornou o único partido legal na Líbia de Gaddafi. Agiu como um “veículo de expressão nacional”, pretendendo “elevar a consciência política dos líbios” e “ajudar o CCR na formulação de políticas públicas através do debate em fóruns abertos”.  Os sindicatos foram incorporados à ASU e as greves foram proibidas. A imprensa, já sujeita à censura, foi oficialmente recrutada em 1972 como agente da revolução. Os italianos (e o que restou da comunidade judaica) foram expulsos do país e os seus bens confiscados em Outubro de 1970. 
Em 1972, a Líbia juntou-se à Federação das Repúblicas Árabes com o Egito e a Síria; a união anteriormente pretendida de estados pan-árabes, que nunca se concretizou, ficou efetivamente adormecida depois de 1973. 
Com o passar dos meses, Gaddafi, apanhado nas suas visões apocalípticas do pan-arabismo revolucionário e do Islão (ambos envolvidos numa luta mortal com o que ele chamou de "forças demoníacas e envolventes da reacção, do imperialismo e do sionismo"), dedicou cada vez mais atenção à política internacional. em vez de assuntos internos. Como resultado, as tarefas administrativas de rotina recaíram sobre o major Jallud, que se tornou primeiro-ministro no lugar de Gaddafi, em 1972. Dois anos depois, Jallud assumiu as funções administrativas e protocolares restantes de Gaddafi para permitir que Gaddafi dedicasse seu tempo à teorização revolucionária. Gaddafi permaneceu comandante-chefe das forças armadas e chefe de Estado efetivo. A imprensa estrangeira especulou sobre um eclipse da sua autoridade e personalidade dentro do CCR, mas Gaddafi rapidamente dissipou tais teorias através das suas medidas para reestruturar a sociedade líbia. 

### Alinhamento com o bloco soviético
Após o golpe de Setembro, as forças dos EUA procederam deliberadamente à retirada planeada da Base Aérea de Wheelus ao abrigo do acordo feito com o governo anterior. O ministro das Relações Exteriores, Salah Busir, desempenhou um papel importante na negociação da retirada militar britânica e americana da nova república. O último contingente americano entregou as instalações aos líbios em 11 de junho de 1970, data posteriormente celebrada na Líbia como feriado nacional. Em 27 de março de 1970, a base aérea britânica de El Adem e a base naval de Tobruk foram abandonadas. 
À medida que as relações com os EUA se deterioravam constantemente, Gaddafi estabeleceu laços estreitos com a União Soviética e outros países do Bloco Oriental, mantendo ao mesmo tempo a posição da Líbia como um país não alinhado e opondo-se à propagação do comunismo no mundo árabe. O exército da Líbia – consideravelmente aumentado em relação à força pré-revolucionária de 6.000 homens que tinha sido treinada e equipada pelos britânicos – estava armado com blindados e mísseis de construção soviética.

### Política do petróleo
A base econômica para a revolução da Líbia tem sido as receitas do petróleo. Contudo, as reservas petrolíferas da Líbia eram pequenas em comparação com as de outros grandes estados árabes produtores de petróleo. Como consequência, a Líbia estava mais disposta a racionar a produção a fim de conservar a sua riqueza natural e menos receptiva à moderação das suas exigências de aumento de preços do que os outros países. O petróleo era visto tanto como um meio de financiar o desenvolvimento económico e social de um país lamentavelmente subdesenvolvido como como uma arma política a brandir na luta árabe contra Israel. 
O aumento da produção que se seguiu à revolução de 1969 foi acompanhado pelas exigências da Líbia por preços mais elevados do petróleo, uma maior participação nas receitas e mais controlo sobre o desenvolvimento da indústria petrolífera do país. As empresas petrolíferas estrangeiras concordaram com um aumento de preços de mais de três vezes a taxa actual (de 0,90 dólares para 3,45 dólares por barril) no início de 1971. Em Dezembro, o governo líbio nacionalizou subitamente as participações da British Petroleum na Líbia e retirou fundos no valor de aproximadamente 550 milhões de dólares investidos em bancos britânicos como resultado de uma disputa de política externa. A British Petroleum rejeitou como inadequada uma oferta de compensação da Líbia, e o tesouro britânico proibiu a Líbia de participar na Área da Libra Esterlina. 
Em 1973, o governo líbio anunciou a nacionalização do controle acionário de todas as outras empresas petrolíferas que operam no país. Este passo deu à Líbia o controlo de cerca de 60 por cento da sua produção interna de petróleo no início de 1974, um número que posteriormente subiu para 70 por cento. A nacionalização total estava fora de questão, dada a necessidade de conhecimentos e fundos estrangeiros na exploração, produção e distribuição de petróleo. 

#### Crise do petróleo de 1973
Insistindo no uso contínuo do petróleo como alavanca contra Israel e seus apoiadores no Ocidente, a Líbia instou fortemente a Organização dos Países Exportadores de Petróleo (OPEP) a tomar medidas em 1973, e a militância líbia foi parcialmente responsável pelas medidas da OPEP para aumentar os preços do petróleo, impor embargos e obter o controle da produção. Em 19 de outubro de 1973, a Líbia foi a primeira nação árabe a emitir um embargo petrolífero contra os Estados Unidos, depois que o presidente dos EUA, Richard Nixon, anunciou que os EUA forneceriam a Israel um programa de ajuda militar de US$ 2,2 bilhões durante a Guerra do Yom Kippur.  A Arábia Saudita e outros países árabes produtores de petróleo da OPEP seguiriam o exemplo no dia seguinte. 
Enquanto as outras nações árabes levantaram os seus embargos petrolíferos em 18 de Março de 1974,  o regime de Gaddafi recusou-se a fazê-lo. Como consequência de tais políticas, a produção de petróleo da Líbia diminuiu pela metade entre 1970 e 1974, enquanto as receitas das exportações de petróleo mais do que quadruplicaram. A produção continuou a cair, atingindo o mínimo de onze anos em 1975, numa altura em que o governo se preparava para investir grandes quantidades de receitas petrolíferas noutros sectores da economia. Depois disso, a produção estabilizou em cerca de dois milhões de barris por dia. A produção e, portanto, o rendimento diminuíram novamente no início da década de 1980 devido ao elevado preço do petróleo líbio e porque a recessão no mundo industrializado reduziu a procura de petróleo de todas as fontes. 
O Plano Quinquenal de Transformação Econômica e Social da Líbia (1976-1980), anunciado em 1975, foi programado para injetar 20 mil milhões de dólares no desenvolvimento de uma ampla gama de actividades econômicas que continuariam a proporcionar rendimentos depois de as reservas petrolíferas da Líbia terem sido esgotadas. A agricultura estava programada para receber a maior parte da ajuda num esforço para tornar a Líbia autossuficiente em alimentos e para ajudar a manter a população rural na terra. A indústria, que existia pouco antes da revolução, também recebeu um montante significativo de financiamento no primeiro plano de desenvolvimento, bem como no segundo, lançado em 1981. 

## Transição para a Jamahiriya (1973–1977)

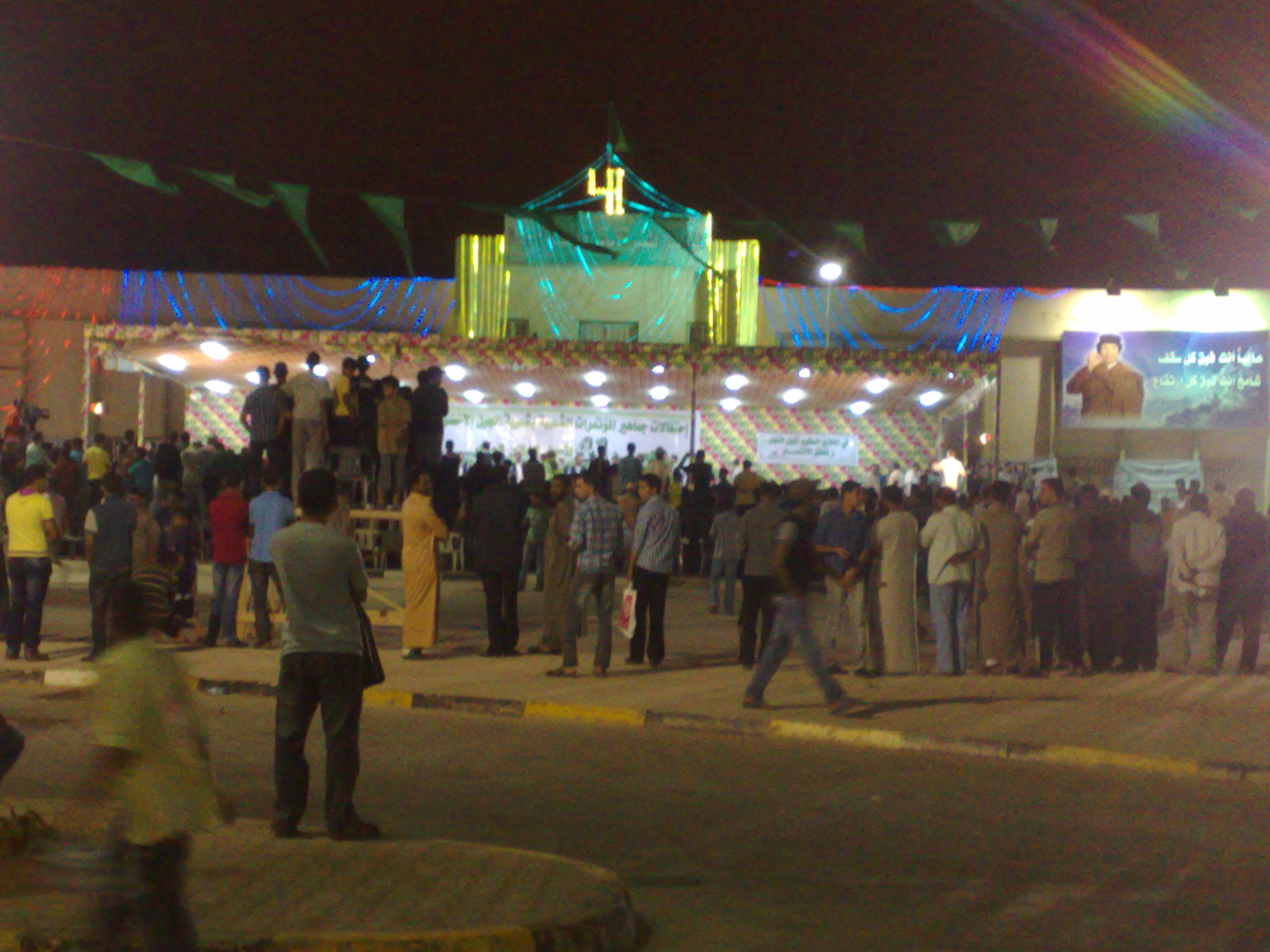
Festividade Alfateh em Beida, Líbia, em 1º de setembro de 2010.

A “reconstrução da sociedade líbia” contida nas visões ideológicas de Gaddafi começou a ser posta em prática formalmente em 1973, com uma revolução cultural. Esta revolução foi concebida para criar eficiência burocrática, interesse público e participação no sistema governamental subnacional e coordenação política nacional. Numa tentativa de incutir o fervor revolucionário nos seus compatriotas e de envolver um grande número deles em assuntos políticos, Gaddafi exortou-os a desafiar a autoridade tradicional e a assumirem e dirigirem eles próprios os órgãos governamentais. O instrumento para fazer isso foi o comitê popular. Em poucos meses, tais comités foram encontrados por toda a Líbia. Eles tinham base funcional e geográfica e eventualmente se tornaram responsáveis pela administração local e regional. 
Os comités populares foram estabelecidos em organizações tão divergentes como universidades, empresas privadas, burocracias governamentais e meios de comunicação social. Comitês de base geográfica foram formados nos níveis governamental, municipal e zonal (mais baixo). Os assentos nos comitês populares em nível zonal foram preenchidos por eleição popular direta; os membros assim eleitos poderiam então ser selecionados para servir em níveis mais elevados. Em meados de 1973, as estimativas do número de comitês populares variavam acima de 2.000. No âmbito das suas tarefas administrativas e regulamentares e do método de selecção dos seus membros, os comités populares supostamente incorporavam o conceito de democracia direta que Gaddafi propôs no primeiro volume do Livro Verde, publicado em 1976. O mesmo conceito está por trás das propostas para criar uma nova estrutura política composta por “congressos populares”. A peça central do novo sistema era o Congresso Geral do Povo (GPC), um órgão representativo nacional destinado a substituir o CCR. 

### Protestos de 7 de abril de 1976
Durante esta transição, em 7 de Abril de 1976, estudantes das universidades de Trípoli e Benghazi protestaram contra as violações dos direitos humanos e o controlo militar sobre "todos os aspectos da vida na Líbia"; os estudantes apelaram à realização de eleições livres e justas e à transferência do poder para um governo civil. Ocorreram contramanifestações violentas, com muitos estudantes presos. Em 7 de abril de 1977, aniversário do evento, estudantes (incluindo Omar Dabob e Muhammed Ben Saoud) foram executados publicamente em Benghazi, com oficiais militares anti-Gaddafi executados no final da semana. Amigos dos executados foram forçados a participar ou observar as execuções. As execuções públicas anuais continuariam todos os anos, em 7 de abril, até o final da década de 1980. 

## Guerra Líbia-Egito
Em 21 de julho de 1977, ocorreram os primeiros tiroteios entre tropas na fronteira, seguidos de ataques terrestres e aéreos. As relações entre os governos líbio e egípcio deterioraram-se desde o fim da Guerra do Yom Kippur, em outubro de 1973, devido à oposição da Líbia à política de paz do presidente Anwar Al Sadat, bem como ao fracasso das negociações de unificação entre os dois governos. Há algumas provas de que o governo egípcio estava a considerar uma guerra contra a Líbia já em 1974. Em 28 de Fevereiro de 1974, durante a visita de Henry Kissinger ao Egito, o Presidente Sadat contou-lhe sobre tais intenções e solicitou que fosse exercida pressão sobre o governo israelita para não lançar um ataque ao Egito no caso das suas forças serem ocupadas na guerra com a Líbia.  Além disso, o governo egípcio rompeu os laços militares com Moscovo, enquanto o governo líbio manteve essa cooperação. O governo egípcio também prestou assistência aos ex-membros do CCR, Major Abd al Munim al Huni e Omar Muhayshi, que tentaram, sem sucesso, derrubar Gaddafi em 1975, e permitiu-lhes residir no Egito. Durante 1976, as relações estavam em declínio, quando o governo egípcio alegou ter descoberto uma conspiração líbia para derrubar o governo no Cairo. Em 26 de Janeiro de 1976, o vice-presidente egípcio Hosni Mubarak indicou numa conversa com o embaixador dos EUA Hermann Eilts que o governo egípcio pretendia explorar os problemas internos na Líbia para promover ações contra a Líbia, mas não deu mais detalhes.  Em 22 de Julho de 1976, o governo líbio fez uma ameaça pública de romper relações diplomáticas com o Cairo se as acções subversivas egípcias continuassem.  Em 8 de agosto de 1976, ocorreu uma explosão no banheiro de um escritório do governo na Praça Tahrir, no Cairo, ferindo 14 pessoas, e o governo egípcio e a mídia alegaram que isso foi feito por agentes líbios.  O governo egípcio também alegou ter prendido dois cidadãos egípcios treinados pela inteligência líbia para realizar sabotagem no Egito.  Em 23 de Agosto, um avião de passageiros egípcio foi sequestrado por pessoas que supostamente trabalhavam com a inteligência líbia. Foram capturados pelas autoridades egípcias numa operação que terminou sem vítimas. Em retaliação às acusações do governo egípcio de cumplicidade da Líbia no sequestro, o governo líbio ordenou o encerramento do Consulado Egípcio em Bengasi.  Em 24 de julho, os combatentes concordaram com um cessar-fogo sob a mediação do Presidente da Argélia, Houari Boumediène, e do Presidente da Organização para a Libertação da Palestina, Yasser Arafat.

## Grande Jamahiriya Árabe Popular Socialista da Líbia (1977–2011)
```
   |-
       |
Erro:
:  
valor não especificado para "
nome_comum
"

   |-
       | 
Erro:
:  
valor não especificado para "
continente
"
```

Em 2 de março de 1977, o Congresso Geral do Povo (GPC), a pedido de Gaddafi, adotou a "Declaração do Estabelecimento da Autoridade Popular"   e proclamou a Jamahiriya Árabe Popular Socialista da Líbia (em árabe: الجماهيرية العربية الليبية الشعبية الإشتراكية  al-Jamāhīrīyah al-'Arabīyah al-Lībīyah ash-Sha'bīyah al-Ishtirākīyah). Na filosofia política oficial do estado de Gaddafi, o sistema "Jamahiriya" era exclusivo do país, embora fosse apresentado como a materialização da Terceira Teoria Internacional, proposta por Gaddafi para ser aplicada a todo o Terceiro Mundo. O GPC também criou o Secretariado Geral do GPC, composto pelos restantes membros do extinto Conselho do Comando Revolucionário, com Gaddafi como secretário-geral, e também nomeou o Comité Geral do Povo, que substituiu o Conselho de Ministros, cujos membros passaram a ser chamados de secretários em vez de ministros.
O governo líbio alegou que a Jamahiriya era uma democracia direta, sem quaisquer partidos políticos, governada pela sua população através de conselhos populares locais e comunas (denominados Congressos Populares Básicos). A retórica oficial desdenhou a ideia de um Estado-nação, permanecendo os laços tribais primários, mesmo dentro das fileiras do exército nacional. 

### Etimologia
Jamahiriya (em árabe: جماهيرية jamāhīrīyah) é um termo árabe geralmente traduzido como "estado das massas"; Lisa Anderson  sugeriu “povo” ou “estado das massas” como uma aproximação razoável do significado do termo tal como pretendido por Gaddafi. O termo não ocorre neste sentido no Livro Verde de Muammar Gaddafi de 1975. O adjetivo nisba jamāhīrīyah ("massa-, "das massas") ocorre apenas na terceira parte, publicada em 1981, na frase إن الحركات التاريخية هي الحركات الجماهيرية (Inna al-ḥarakāt at-tārīkhīyah hiya al-ḥarakāt al-jamāhīrīyah), traduzido na edição inglesa como "Movimentos históricos são movimentos de massa". 
A palavra jamāhīrīyah foi derivada de jumhūrīyah, que é a tradução árabe usual de "república". Foi cunhado mudando o componente jumhūr —"público"— para sua forma plural, jamāhīr —"as massas". Assim, é semelhante ao termo República Popular. Muitas vezes não é traduzido para o inglês, com o nome longo traduzido como Grande Jamahiriya Árabe Popular Socialista da Líbia. No entanto, em hebraico, por exemplo, jamāhīrīyah é traduzido como "קהילייה" (qehiliyáh), palavra também usada para traduzir o termo "Comunidade" quando se refere à designação de um país. 
Depois de resistir ao bombardeio americano de 1986 pelo governo Reagan, Gaddafi adicionou o especificador "Grande" (العظمى al-'Uẓmá) ao nome oficial do país. 

### Reformas (1977–1980)

#### Gaddafi como permanente "Líder Fraternal e Guia da Revolução"
As mudanças na liderança líbia desde 1976 culminaram em Março de 1979, quando o Congresso Geral do Povo declarou que a "concessão de poder às massas" e a "separação do Estado da revolução" estavam completas. O governo foi dividido em duas partes, o “setor Jamahiriya” e o “setor revolucionário”. O "setor Jamahiriya" era composto pelo Congresso Geral do Povo, pelo Comitê Geral do Povo e pelos Congressos Populares Básicos locais. Gaddafi renunciou ao cargo de secretário-geral do Congresso Geral do Povo, sendo sucedido por Abdul Ati al-Obeidi, que era primeiro-ministro desde 1977. 
O "setor Jamahiriya" foi supervisionado pelo "setor revolucionário", liderado por Gaddafi como "Líder da Revolução" (Qā'id ) e pelos membros sobreviventes do Conselho do Comando Revolucionário. Os líderes do sector revolucionário não estavam sujeitos a eleições, pois deviam o cargo ao seu papel no golpe de 1969. Eles supervisionavam os “comitês revolucionários”, que eram nominalmente organizações de base que ajudavam a manter o povo engajado. Como resultado, embora Gaddafi não ocupasse nenhum cargo formal no governo depois de 1979, ele manteve o controle do governo e do país. Gaddafi também permaneceu como comandante supremo das forças armadas. 

#### Reformas administrativas
Toda a autoridade legislativa e executiva foi atribuída ao GPC. Este órgão, no entanto, delegou a maior parte da sua autoridade importante ao seu secretário-geral e Secretaria-Geral e à Comissão Geral do Povo. Gaddafi, como secretário-geral do GPC, continuou a ser o principal responsável pelas decisões, tal como o era quando era presidente do CCR. Por sua vez, todos os adultos tinham o direito e o dever de participar nas deliberações do Congresso Popular Básico (BPC) local, cujas decisões eram repassadas ao GPC para consideração e implementação como política nacional. Os BPC eram, em teoria, o repositório da autoridade política final e da tomada de decisões, incorporando o que Gaddafi chamou de "poder popular" direto. A declaração de 1977 e as resoluções que a acompanham representaram uma revisão fundamental da proclamação constitucional de 1969, especialmente no que diz respeito à estrutura e organização do governo, tanto a nível nacional como subnacional.
Continuando a renovar a estrutura política e administrativa da Líbia, Gaddafi introduziu ainda outro elemento no corpo político. A partir de 1977, foram organizados “comités revolucionários” aos quais foi atribuída a tarefa de “supervisão revolucionária absoluta do poder popular”; isto é, deveriam orientar os comités populares, "elevar o nível geral de consciência política e devoção aos ideais revolucionários". Na realidade, os comités revolucionários foram usados para sondar a população e reprimir qualquer oposição política ao governo autocrático de Gaddafi. Alegadamente, 10% a 20% dos líbios trabalharam na vigilância para estes comités, uma proporção de informantes equivalente à do Iraque Ba'ath e da Coreia Juche. 
Cheios de fanáticos politicamente astutos, os omnipresentes comités revolucionários em 1979 assumiram o controlo das eleições do BPC. Embora não fossem órgãos oficiais do governo, os comités revolucionários tornaram-se outro pilar da cena política interna. Tal como acontece com os comités populares e outras inovações administrativas desde a revolução, os comités revolucionários enquadram-se no padrão de impor um novo elemento ao sistema subnacional de governo existente, em vez de eliminar ou consolidar estruturas já existentes. No final da década de 1970, o resultado foi um sistema desnecessariamente complexo de jurisdições sobrepostas, no qual a cooperação e a coordenação entre diferentes elementos estavam comprometidas por autoridade e responsabilidade mal definidas. A ambiguidade pode ter ajudado a servir o objectivo de Gaddafi de continuar a ser o principal impulsionador da governação líbia, minimizando ao mesmo tempo a sua visibilidade numa altura em que a oposição interna à repressão política estava a aumentar. 
O CCR foi formalmente dissolvido e o governo foi novamente reorganizado em comités populares. Um novo Comitê Popular Geral (gabinete) foi selecionado, cada um de seus "secretários" tornando-se chefe de um comitê popular especializado; as exceções eram as “secretarias” de petróleo, relações exteriores e indústria pesada, onde não existiam comitês populares. Foi também feita uma proposta para estabelecer um "exército popular", substituindo o exército nacional por uma milícia nacional, formada no final da década de 1970. Embora a ideia tenha surgido novamente no início de 1982, não parecia estar próxima da implementação. 
Gaddafi também queria combater as estritas restrições sociais impostas às mulheres pelo regime anterior, estabelecendo a Formação Revolucionária de Mulheres para encorajar a reforma. Em 1970, foi introduzida uma lei afirmando a igualdade entre os sexos e insistindo na paridade salarial. Em 1971, Gaddafi patrocinou a criação de uma Federação Geral das Mulheres da Líbia. Em 1972, foi aprovada uma lei que criminaliza o casamento de qualquer mulher com menos de dezasseis anos e garante que o consentimento da mulher seja um pré-requisito necessário para o casamento. 

#### Reformas econômicas

A Líbia sob Kadafi costumava ter um PIB (PPC) per capita superior ao da UE e, em alguns períodos, superior ao dos EUA.

A reconstrução da economia foi paralela à tentativa de remodelar as instituições políticas e sociais. Até ao final da década de 1970, a economia da Líbia era mista, com um grande papel para a iniciativa privada, exceto nos domínios da produção e distribuição de petróleo, da banca e dos seguros. Mas, de acordo com o segundo volume do Livro Verde de Gaddafi, publicado em 1978, o comércio retalhista privado, as rendas e os salários eram formas de exploração que deveriam ser abolidas. Em vez disso, os comitês de autogestão dos trabalhadores e as parcerias de participação nos lucros deveriam funcionar nas empresas públicas e privadas. 
Foi aprovada uma lei de propriedade que proibia a propriedade de mais de uma habitação privada, e os trabalhadores líbios assumiram o controlo de um grande número de empresas, transformando-as em empresas estatais. As operações comerciais retalhistas e grossistas foram substituídas por "supermercados populares" estatais, onde os líbios, em teoria, podiam comprar tudo o que precisassem a preços baixos. Em 1981, o estado também restringiu o acesso a contas bancárias individuais para sacar fundos privados para projetos governamentais. As medidas criaram ressentimento e oposição entre os recém-despossuídos. Estes últimos juntaram-se aos já alienados, alguns dos quais começaram a deixar o país. Em 1982, talvez 50 mil a 100 mil líbios tivessem ido para o estrangeiro; como muitos dos emigrantes estavam entre os líbios empreendedores e com melhor formação, representaram uma perda significativa de conhecimentos técnicos e de gestão. 
O governo também construiu uma conduta de água transsaariana desde os principais aquíferos até uma rede de reservatórios e as cidades de Trípoli, Sirte e Bengazi em 2006–2007.  Faz parte do projeto Grande Rio Artificial, iniciado em 1984. Está a bombear grandes recursos de água do Sistema Aquífero de Arenito Núbio para populações urbanas e para novos projetos de irrigação em todo o país. 
A Líbia continuou a ser atormentada por uma escassez de mão-de-obra qualificada, que teve de ser importada juntamente com uma vasta gama de bens de consumo, ambos pagos com rendimentos petrolíferos. O país foi consistentemente classificado como a nação africana com o IDH mais elevado, situando-se em 0,755 em 2010, o que foi 0,041 superior ao segundo IDH africano mais elevado nesse mesmo ano.  A igualdade de género foi uma grande conquista sob o governo de Gaddafi. De acordo com Lisa Anderson, presidente da Universidade Americana no Cairo e especialista na Líbia, disse que sob Gaddafi mais mulheres frequentaram a universidade e tiveram "drasticamente" mais oportunidades de emprego do que a maioria das nações árabes. 

### Militares

#### Guerras contra o Chade e o Egito
Já em 1969, Gaddafi empreendeu uma campanha contra o Chade. O estudioso Gerard Prunier afirma que parte de sua hostilidade aparentemente se deveu ao fato de o presidente do Chade, François Tombalbaye, ser cristão.  A Líbia também esteve envolvida numa disputa territorial por vezes violenta com o vizinho Chade sobre a Faixa de Auzu, que a Líbia ocupou em 1973. Esta disputa acabou levando à invasão do Chade pela Líbia. A prolongada incursão das tropas líbias na Faixa de Aozou, no norte do Chade, foi finalmente repelida em 1987, quando a extensa ajuda dos EUA e da França às forças rebeldes do Chade e ao governo liderado pelo ex-ministro da Defesa Hissein Habré finalmente levou a uma vitória do Chade no assim- chamada Guerra dos Toyota. O conflito terminou com um cessar-fogo em 1987. Após uma decisão do Tribunal Internacional de Justiça em 13 de Fevereiro de 1994, a Líbia retirou as tropas do Chade no mesmo ano e a disputa foi resolvida. 
Em 1977, Gaddafi despachou seus militares através da fronteira para o Egito, mas as forças egípcias reagiram na Guerra Líbia-Egito. Ambas as nações concordaram com um cessar-fogo sob a mediação do Presidente da Argélia Houari Boumediène. 

#### Legião Islâmica
Em 1972, Gaddafi criou a Legião Islâmica como ferramenta para unificar e arabizar a região. A prioridade da Legião foi primeiro o Chade e depois o Sudão. Em Darfur, uma província ocidental do Sudão, Gaddafi apoiou a criação de Tajammu al-Arabi, que segundo Gérard Prunier era "uma organização militantemente racista e pan-arabista que enfatizava o caráter 'árabe' da província".  As duas organizações partilhavam membros e uma fonte de apoio, e a distinção entre elas é muitas vezes ambígua.
Esta Legião Islâmica era maioritariamente composta por imigrantes dos países mais pobres do Sahel,  mas também, segundo uma fonte, por milhares de paquistaneses que tinham sido recrutados em 1981 com a falsa promessa de empregos civis, uma vez na Líbia.  De um modo geral, os membros da Legião eram imigrantes que tinham ido para a Líbia sem qualquer intenção de travar guerras e tinham recebido formação militar inadequada e tinham pouco empenho. Um jornalista francês, falando das forças da Legião no Chade, observou que eram "estrangeiros, árabes ou africanos, mercenários apesar de si mesmos, desgraçados que tinham vindo para a Líbia na esperança de um emprego civil, mas foram recrutados mais ou menos por força para ir e lutar em um deserto desconhecido." 
No início da ofensiva líbia de 1987 no Chade, mantinha uma força de 2.000 homens em Darfur. Os ataques transfronteiriços quase contínuos que resultaram contribuíram grandemente para um conflito étnico separado dentro de Darfur que matou cerca de 9.000 pessoas entre 1985 e 1988. 
Janjawid, um grupo acusado pelos EUA de levar a cabo um genocídio em Darfur na década de 2000, surgiu em 1988 e alguns dos seus líderes são antigos legionários. 

#### Tentativas de armas nucleares e químicas
Em 1972, Gaddafi tentou comprar uma bomba nuclear da República Popular da China. Ele então tentou obter uma bomba do Paquistão, mas o Paquistão cortou seus laços antes de conseguir construir uma bomba.  Em 1978, Gaddafi pediu ajuda ao rival do Paquistão, a Índia, para construir a sua própria bomba nuclear.  Em julho de 1978, a Líbia e a Índia assinaram um memorando de entendimento para cooperar em aplicações pacíficas da energia nuclear como parte da política do Átomo de Paz da Índia.  Em 1991, o então primeiro-ministro Navaz Sharif fez uma visita de Estado à Líbia para manter conversações sobre a promoção de um Acordo de Comércio Livre entre o Paquistão e a Líbia.  No entanto, Gaddafi concentrou-se em exigir que o primeiro-ministro do Paquistão lhe vendesse uma arma nuclear, o que surpreendeu muitos dos membros da delegação do primeiro-ministro e jornalistas.  Quando o primeiro-ministro Sharif recusou a exigência de Gaddafi, Gaddafi o desrespeitou, chamando-o de "político corrupto", um termo que insultou e surpreendeu Sharif.  O primeiro-ministro cancelou as conversações, regressou ao Paquistão e expulsou o embaixador da Líbia no Paquistão. 
A Tailândia informou que os seus cidadãos ajudaram a construir instalações de armazenamento de gás nervoso.  A Alemanha condenou um empresário, Jurgen Hippenstiel-Imhausen, a cinco anos de prisão por envolvimento com armas químicas na Líbia.   Inspetores da Convenção sobre Armas Químicas (CWC) verificaram em 2004 que a Líbia possuía um arsenal de 23 toneladas métricas de gás mostarda e mais de 1.300 toneladas métricas de precursores químicos. 

#### Incidentes no Golfo de Sidra e ataques aéreos dos EUA
Quando a Líbia estava sob pressão de disputas internacionais, em 19 de agosto de 1981, ocorreu um combate aéreo naval no Golfo de Sirte, no Mar Mediterrâneo . Os jatos F-14 Tomcat dos EUA dispararam mísseis antiaéreos contra uma formação de caças líbios neste combate aéreo e abateram dois aviões de ataque Su-22 Fitter líbios . Esta ação naval foi resultado da reivindicação de território e das perdas do incidente anterior. Um segundo duelo ocorreu em 4 de janeiro de 1989; Jatos baseados em porta-aviões dos EUA também abateram dois MiG-23 Flogger-E líbios no mesmo local.
Uma ação semelhante ocorreu em 23 de Março de 1986; enquanto patrulhavam o Golfo, as forças navais dos EUA atacaram uma força naval considerável e vários locais de SAM que defendiam o território líbio. Os caças e caças-bombardeiros dos EUA destruíram instalações de lançamento de SAM e afundaram vários navios de guerra, matando 35 marinheiros. Esta foi uma represália aos sequestros terroristas entre junho e dezembro de 1985.
Em 5 de abril de 1986, agentes líbios bombardearam a boate "La Belle" em Berlim Ocidental, matando três pessoas e ferindo 229. O plano de Gaddafi foi interceptado por várias agências nacionais de inteligência e informações mais detalhadas foram recuperadas quatro anos depois dos arquivos da Stasi. Os agentes líbios que realizaram a operação, da embaixada da Líbia na Alemanha Oriental, foram processados pela Alemanha reunificada na década de 1990. 
Em resposta ao bombardeio na discoteca, ataques aéreos conjuntos da Força Aérea, da Marinha e do Corpo de Fuzileiros Navais dos EUA ocorreram contra a Líbia em 15 de abril de 1986 e foram batizados de Operação El Dorado Canyon e conhecidos como o bombardeio de 1986 na Líbia. As defesas aéreas, três bases militares e dois campos de aviação em Trípoli e Bengasi foram bombardeados. Os ataques cirúrgicos não conseguiram matar Gaddafi, mas ele perdeu algumas dezenas de oficiais militares. Gaddafi espalhou propaganda sobre como sua "filha adotiva" foi morta e como as vítimas foram todas "civis". Apesar das variações das histórias, a campanha foi bem sucedida e uma grande parte da imprensa ocidental relatou as histórias do governo como factos. :141
Após o bombardeamento da Líbia em 1986, Gaddafi intensificou o seu apoio às organizações governamentais antiamericanas. Ele financiou a facção Al-Rukn de Jeff Fort da gangue Chicago Black P. Stones, em seu surgimento como um movimento revolucionário armado antiamericano indígena.  Membros do Al-Rukn foram presos em 1986 por prepararem ataques em nome da Líbia, incluindo explodir edifícios do governo dos EUA e derrubar um avião; os réus de Al-Rukn foram condenados em 1987 por "se oferecerem para cometer atentados e assassinatos em solo americano em troca de pagamento à Líbia".  Em 1986, a televisão estatal líbia anunciou que a Líbia estava a treinar esquadrões suicidas para atacar os interesses americanos e europeus. Ele começou a financiar o IRA novamente em 1986, para retaliar os britânicos por abrigarem aviões de combate americanos. 
Gaddafi anunciou que havia obtido uma vitória militar espetacular sobre os EUA e que o país foi oficialmente renomeado como "Grande Jamahiriyah Árabe Popular Socialista da Líbia". :183 No entanto, seu discurso parecia desprovido de paixão e até mesmo as comemorações da “vitória” pareciam incomuns. As críticas a Gaddafi por parte de cidadãos líbios comuns tornaram-se mais ousadas, como a desfiguração de cartazes de Gaddafi. :183 Os ataques contra os militares líbios levaram o governo ao seu ponto mais fraco em 17 anos. :183

## Relações internacionais

### África
Gaddafi era um apoiador próximo do presidente de Uganda, Idi Amin. 
Gaddafi enviou milhares de soldados para lutar contra a Tanzânia em nome de Idi Amin. Cerca de 600 soldados líbios perderam a vida ao tentar defender o regime em colapso de Amin. Após a queda de Kampala, Amin acabou sendo exilado de Uganda para a Líbia antes de se estabelecer na Arábia Saudita. 
Gaddafi também ajudou Jean-Bédel Bokassa, o Imperador do Império Centro-Africano.  :16 Ele também interveio militarmente na restaurada República Centro-Africana durante a tentativa de golpe de 2001, para proteger o seu aliado Ange-Félix Patassé. Patassé assinou um acordo concedendo à Líbia um arrendamento de 99 anos para explorar todos os recursos naturais daquele país, incluindo urânio, cobre, diamantes e petróleo. 
Gaddafi apoiou o protegido soviético Mengistu Haile Mariam, da Etiópia. :16 Ele também apoiou os grupos rebeldes somalis, SNM e SSDF na sua luta para derrubar a ditadura de Siad Barre.
Gaddafi foi um forte oponente do apartheid na África do Sul e forjou uma amizade com Nelson Mandela.  Um dos netos de Mandela chama-se Gaddafi, uma indicação do apoio deste último na África do Sul.  Gaddafi financiou a campanha eleitoral de Mandela em 1994 e, depois de assumir o cargo como o primeiro presidente democraticamente eleito do país em 1994, Mandela rejeitou os apelos do presidente dos EUA, Bill Clinton e outros, para cortar relações com Gaddafi.  Mais tarde, Mandela desempenhou um papel fundamental ao ajudar Gaddafi a obter aceitação popular no mundo ocidental no final da década de 1990.   Ao longo dos anos, Gaddafi passou a ser visto como um herói em grande parte da África devido à sua imagem revolucionária. 
Gaddafi era um forte apoiante do presidente do Zimbábue, Robert Mugabe. 
O Centro Revolucionário Mundial (WRC) de Gaddafi, perto de Benghazi, tornou-se um centro de treinamento para grupos apoiados por Gaddafi.  Os graduados no poder em 2011 incluem Blaise Compaoré do Burkina Faso e Idriss Déby do Chade. 
Gaddafi treinou e apoiou o senhor da guerra-presidente da Libéria, Charles Taylor, que foi indiciado pelo Tribunal Especial para Serra Leoa por crimes de guerra e crimes contra a humanidade cometidos durante o conflito em Serra Leoa.  Foday Sankoh, o fundador da Frente Revolucionária Unida, também se formou em Gaddafi. De acordo com Douglas Farah, "A amputação dos braços e pernas de homens, mulheres e crianças como parte de uma campanha de terra arrasada foi concebida para assumir o controle dos ricos campos de diamantes da região e foi apoiada por Gaddafi, que revisava rotineiramente o seu progresso e armas fornecidas". 
O forte apoio militar e financeiro de Gaddafi rendeu-lhe aliados em todo o continente. Ele próprio foi coroado com o título de "Rei dos Reis de África" em 2008, na presença de mais de 200 governantes e reis tradicionais africanos, embora as suas opiniões sobre a unificação política e militar africana tenham recebido uma resposta morna dos seus governos.    O seu fórum de 2009 para reis africanos foi cancelado pelos anfitriões do Uganda, que acreditavam que os governantes tradicionais que discutiam política levariam à instabilidade.  Em 1 de fevereiro de 2009, foi realizada uma "cerimônia de coroação" em Adis Abeba, Etiópia, para coincidir com a 53ª Cimeira da União Africana, na qual foi eleito chefe da União Africana para aquele ano.  Gaddafi disse aos líderes africanos reunidos: "Continuarei a insistir que os nossos países soberanos trabalhem para alcançar os Estados Unidos de África". 

### Gaddafi e os movimentos militantes internacionais de resistência
Em 1971, Gaddafi advertiu que se a França se opusesse à ocupação militar líbia do Chade, usaria todas as armas na guerra contra a França, incluindo a "arma revolucionária". :183 Em 11 de junho de 1972, Gaddafi anunciou que qualquer árabe que desejasse ser voluntário em grupos militantes palestinos "poderia registrar seu nome em qualquer embaixada da Líbia e receberia treinamento adequado para o combate". Ele também prometeu apoio financeiro para ataques. :182 Em 7 de outubro de 1972, Gaddafi elogiou o massacre do Aeroporto de Lod, executado pelo comunista Exército Vermelho Japonês, e exigiu que grupos terroristas palestinos realizassem ataques semelhantes. :182
Alegadamente, Gaddafi foi um grande financiador do "Movimento Setembro Negro" que perpetrou o massacre de Munique nos Jogos Olímpicos de Verão de 1972.  Em 1973, o Serviço Naval Irlandês interceptou o navio Claudia em águas territoriais irlandesas, que transportava armas soviéticas da Líbia para o IRA Provisório.   Em 1976, após uma série de atividades terroristas do IRA Provisório durante os The Troubles, Gaddafi anunciou que "as bombas que estão convulsionando a Grã-Bretanha e quebrando o seu espírito são as bombas do povo líbio. Nós as enviamos aos revolucionários irlandeses para que os britânicos pagar o preço por seus atos passados".
Nas Filipinas, a Líbia apoiou a Frente de Libertação Islâmica Moro, que continua a realizar atos de violência num esforço para estabelecer um estado islâmico separatista no sul das Filipinas.  A Líbia também apoiou o Novo Exército Popular  e agentes líbios foram vistos reunidos com o Partido Comunista das Filipinas.  O grupo terrorista islâmico Abu Sayyaf também é suspeito de receber financiamento da Líbia. 
Gaddafi também se tornou um forte defensor da Organização para a Libertação da Palestina, cujo apoio acabou prejudicando as relações da Líbia com o Egito, quando em 1979 o Egito buscou um acordo de paz com Israel. À medida que as relações da Líbia com o Egito pioravam, Gaddafi procurou relações mais estreitas com a União Soviética. A Líbia tornou-se o primeiro país fora do bloco soviético a receber os caças supersônicos MiG-25, mas as relações soviético-líbias permaneceram relativamente distantes. Gaddafi também procurou aumentar a influência da Líbia, especialmente em estados com população islâmica, apelando à criação de um estado islâmico saariano e apoiando forças antigovernamentais na África Subsaariana.
Nas décadas de 1970 e 1980, este apoio foi por vezes concedido de forma tão gratuita que mesmo os grupos mais antipáticos puderam obter o apoio da Líbia; muitas vezes os grupos representavam ideologias muito distantes das de Gaddafi. A abordagem de Gaddafi tendeu muitas vezes a confundir a opinião internacional.
Em Outubro de 1981, o presidente do Egipto, Anwar Sadat, foi assassinado. Gaddafi aplaudiu o assassinato e observou que foi uma "punição". 
Em Dezembro de 1981, o Departamento de Estado dos EUA invalidou os passaportes dos EUA para viajar para a Líbia e, em Março de 1982, os EUA declararam a proibição da importação de petróleo líbio. 
Gaddafi supostamente gastou centenas de milhões do dinheiro do governo no treinamento e no armamento de sandinistas na Nicarágua.  Daniel Ortega, o presidente da Nicarágua, era seu aliado.
Em Abril de 1984, refugiados líbios em Londres protestaram contra a execução de dois dissidentes. As comunicações interceptadas pelo MI5 mostram que Trípoli ordenou aos seus diplomatas que dirigissem a violência contra os manifestantes. Diplomatas líbios atiraram contra 11 pessoas e mataram a policial britânica Yvonne Fletcher. O incidente levou ao rompimento das relações diplomáticas entre o Reino Unido e a Líbia durante mais de uma década. 
Após os ataques aos aeroportos de Roma e Viena em dezembro de 1985, que mataram 19 pessoas e feriram cerca de 140, Gaddafi indicou que continuaria a apoiar a Facção do Exército Vermelho, as Brigadas Vermelhas e o Exército Republicano Irlandês enquanto os países europeus apoiassem os líbios anti-Gaddafi.  O Ministro das Relações Exteriores da Líbia também chamou os massacres de “atos heróicos”. 
Em 1986, a televisão estatal líbia anunciou que a Líbia estava a treinar esquadrões suicidas para atacar os interesses americanos e europeus. 
Em 5 de abril de 1986, agentes líbios foram acusados de bombardear a boate "La Belle" em Berlim Ocidental, matando três pessoas e ferindo 229 pessoas que passavam a noite lá. O plano de Gaddafi foi interceptado pela inteligência ocidental. Informações mais detalhadas foram recuperadas anos depois, quando os arquivos da Stasi foram investigados pela Alemanha reunificada. Os agentes líbios que realizaram a operação a partir da embaixada da Líbia na Alemanha Oriental foram processados pela Alemanha reunificada na década de 1990. 
Em Maio de 1987, a Austrália rompeu relações com a Líbia devido ao seu papel no fomento da violência na Oceânia.   
Sob Gaddafi, a Líbia teve uma longa história de apoio ao Exército Republicano Irlandês durante o The Troubles. No final de 1987, as autoridades francesas detiveram um navio mercante, o MV Eksund, que entregava um carregamento de armas líbias de 150 toneladas ao IRA.  Ao longo do conflito, Gaddafi deu ao IRA Provisório mais de 12,5 milhões de dólares em dinheiro (o equivalente a cerca de 40 milhões de dólares em 2021) e seis enormes carregamentos de armas.    Na Grã-Bretanha, a subsidiária política mais conhecida de Gaddafi é o Partido Revolucionário dos Trabalhadores.   :182
Gaddafi alimentou vários grupos islâmicos e comunistas nas Filipinas, incluindo o Novo Exército Popular do Partido Comunista das Filipinas e a Frente Moro de Libertação Islâmica.     
Na Indonésia, o Movimento Achém Livre era um grupo militante apoiado pela Líbia.  O partido no poder de Vanuatu contou com o apoio da Líbia. 
Na Nova Zelândia, a Líbia tentou radicalizar os Māoris. 
Na Austrália, houve vários casos de tentativa de radicalização de aborígenes australianos, com indivíduos recebendo treinamento paramilitar na Líbia. A Líbia colocou vários sindicatos de esquerda na folha de pagamento da Líbia, como o Sindicato dos Preservadores de Alimentos (FPU) e a Associação Federada de Confeiteiros da Austrália (FCA). O político do Partido Trabalhista Bill Hartley, secretário da sociedade de amizade Líbia-Austrália, foi um apoiador de longa data de Gaddafi e Saddam Hussein.   
Na década de 1980, o governo líbio comprou anúncios em jornais de língua árabe na Austrália pedindo aos árabes australianos que se juntassem às unidades militares da sua luta mundial contra o imperialismo. Em parte, por causa disso, a Austrália proibiu o recrutamento de mercenários estrangeiros na Austrália. 
Gaddafi desenvolveu um relacionamento com as Forças Armadas Revolucionárias da Colômbia, conhecendo seus líderes em reuniões de grupos revolucionários regularmente realizadas na Líbia.  
Algumas publicações foram financiadas por Gaddafi. O Workers News da Socialist Labour League foi uma dessas publicações: "entre as denúncias rotineiras da mineração de urânio e os apelos a uma maior militância sindical, haveria algumas páginas exaltando o tolo e incoerente livro verde de Gaddafi e a revolução líbia". 
Gaddafi foi um defensor vitalício da independência curda. Em 2011, Jawad Mella, presidente do Congresso Nacional do Curdistão, referiu-se a Gaddafi como o "único líder mundial que verdadeiramente apoia os curdos". 

#### Sanções internacionais após o atentado de Lockerbie (1992–2003)
A Líbia foi acusada do atentado bombista ao voo 103 da Pan Am sobre Lockerbie, na Escócia, em 1988; As sanções da ONU foram impostas em 1992. As resoluções do Conselho de Segurança da ONU (RCSNU) aprovadas em 1992 e 1993 obrigaram a Líbia a cumprir os requisitos relacionados com o bombardeamento Pan Am 103 antes que as sanções pudessem ser levantadas, levando ao isolamento político e económico da Líbia durante a maior parte da década de 1990. As sanções da ONU cortaram as ligações aéreas com o mundo exterior, reduziram a representação diplomática e proibiram a venda de equipamento militar. As sanções relacionadas com o petróleo foram avaliadas por alguns como igualmente significativas pelas suas excepções: assim, as sanções congelaram os ativos estrangeiros da Líbia (mas excluíram as receitas do petróleo e do gás natural e dos produtos agrícolas) e proibiram a venda à Líbia de equipamento de refinaria ou de oleodutos (mas excluíram a produção de petróleo equipamento).
Sob as sanções, a capacidade de refinação da Líbia diminuiu. O papel da Líbia na cena internacional tornou-se menos provocativo depois da imposição de sanções da ONU. Em 1999, a Líbia cumpriu um dos requisitos da Resolução do Conselho de Segurança da ONU ao entregar dois líbios suspeitos de ligação ao atentado bombista para julgamento perante um tribunal escocês nos Países Baixos. Um destes suspeitos, Abdel Basset al-Megrahi, foi considerado culpado; o outro foi absolvido. As sanções da ONU contra a Líbia foram posteriormente suspensas. O levantamento total das sanções, dependente do cumprimento por parte da Líbia das restantes resoluções do CSNU, incluindo a aceitação da responsabilidade pelas acções dos seus funcionários e o pagamento de compensações adequadas, foi aprovado em 12 de Setembro de 2003, explicitamente ligado à libertação de até 2,7 mil milhões de dólares em dinheiro da Líbia. fundos para as famílias das 270 vítimas do ataque de 1988.
Em 2002, Gaddafi pagou um resgate supostamente no valor de dezenas de milhões de dólares a Abu Sayyaf, uma militância islâmica filipina, para libertar uma série de turistas sequestrados. Ele apresentou isso como um ato de boa vontade para com os países ocidentais; no entanto, o dinheiro ajudou o grupo a expandir a sua operação. 

#### Normalização das relações internacionais (2003–2010)
Em Dezembro de 2003, a Líbia anunciou que tinha concordado em revelar e pôr fim aos seus programas de desenvolvimento de armas de destruição maciça e em renunciar ao terrorismo, e Gaddafi fez progressos significativos na normalização das relações com as nações ocidentais. Recebeu vários líderes da Europa Ocidental, bem como muitas delegações comerciais e de trabalho, e fez a sua primeira viagem à Europa Ocidental em 15 anos, quando viajou para Bruxelas em Abril de 2004. A Líbia respondeu de boa fé aos processos judiciais movidos contra ela nos tribunais dos EUA por actos terroristas anteriores à sua renúncia à violência. Os pedidos de indenização nos casos de atentado a bomba em Lockerbie, atentado à bomba na discoteca LaBelle e atentado a bomba em UTA 772 estão em andamento. Os EUA rescindiram a designação da Líbia como Estado patrocinador do terrorismo em Junho de 2006. No final de 2007, a Líbia foi eleita pela Assembleia Geral para um assento não permanente no Conselho de Segurança das Nações Unidas para o mandato 2008-2009. Na intercessão entre a normalização e a Guerra Civil Líbia em 2011, a Operação Liberdade Duradoura - Trans Saara foi travada na parte da Líbia do Deserto do Saara. Isto envolveu a utilização de meios militares americanos, como os C-130, em combinação com a infraestrutura militar da Líbia, nomeadamente a Base Aérea de Al-Watiya. 

### Leis de purificação
Em 1994, o Congresso Geral do Povo aprovou a introdução de "leis de purificação" a serem postas em vigor, punindo o roubo com a amputação de membros, e a fornicação e o adultério com flagelações.  Segundo a constituição líbia, as relações homossexuais são puníveis com até cinco anos de prisão. 

## Oposição, golpes e revoltas
Ao longo do seu longo governo, Gaddafi teve de defender a sua posição contra a oposição e as tentativas de golpe, provenientes tanto dos militares como da população em geral. Ele reagiu a estas ameaças, por um lado, mantendo um cuidadoso equilíbrio de poder entre as forças do país, e através de uma repressão brutal, por outro. Gaddafi equilibrou com sucesso as várias tribos da Líbia, umas contra as outras, distribuindo os seus favores. Para evitar um golpe militar, ele enfraqueceu deliberadamente as Forças Armadas da Líbia através de um rodízio regular de oficiais, contando em vez disso com tropas de elite leais, como o seu Corpo da Guarda Revolucionária, as forças especiais da Brigada Khamis e a sua Guarda Amazônica pessoal, embora a ênfase na lealdade política tendesse a, a longo prazo, para enfraquecer o profissionalismo das suas forças pessoais. Esta tendência tornou o país vulnerável à dissensão num momento de crise, como aconteceu no início de 2011.

### Repressão política e “Terror Verde”
O termo "Terror Verde" é usado para descrever campanhas de violência e intimidação contra os opositores de Gaddafi, particularmente em referência à onda de opressão durante a revolução cultural da Líbia, ou à onda de enforcamentos altamente publicitados de opositores do regime que começou com a execução de Al -Sadek Hamed Al-Shuwehdy. A dissidência era ilegal segundo a Lei 75 de 1973.  Alegadamente, 10 a 20 por cento dos líbios trabalharam na vigilância dos Comités Revolucionários de Gaddafi, uma proporção de informantes equivalente à do Iraque de Saddam Hussein ou da Coreia do Norte de Kim Jong-il. A vigilância ocorreu no governo, nas fábricas e no setor educacional. 
Após uma tentativa frustrada de substituir o ensino de inglês em línguas estrangeiras pelo russo,  nos últimos anos, o inglês tem sido ensinado nas escolas líbias desde o nível primário e os alunos têm acesso a meios de comunicação em língua inglesa.  No entanto, um manifestante em 2011 descreveu a situação como: "Nenhum de nós fala inglês ou francês. Ele manteve-nos ignorantes e vendados".  
De acordo com o Índice de Liberdade de Imprensa de 2009, a Líbia foi o país mais censurado no Médio Oriente e no Norte de África.  As prisões eram administradas com pouca ou nenhuma documentação da população carcerária e muitas vezes negligenciavam até mesmo dados básicos como o crime e a sentença do preso. 

### Oposição às reformas da Jamahiriya
Durante o final da década de 1970, alguns líbios exilados formaram grupos ativos de oposição. No início de 1979, Gaddafi alertou os líderes da oposição para voltarem para casa imediatamente ou enfrentariam a "liquidação". Quando capturados, eles podem ser condenados e enforcados em público. 
É responsabilidade do povo líbio liquidar essas escumalhas que distorcem a imagem da Líbia no estrangeiro.

 – Gaddafi falando sobre exilados em 1982. :183
Gaddafi empregou a sua rede de diplomatas e recrutas para assassinar dezenas dos seus críticos em todo o mundo. A Amnesty International listou pelo menos vinte e cinco assassinatos entre 1980 e 1987.  
Os agentes de Gaddafi estavam activos no Reino Unido, onde muitos líbios procuraram asilo. Depois que diplomatas líbios atiraram contra 15 manifestantes anti-Gaddafi no primeiro andar da embaixada da Líbia e mataram uma policial britânica, o Reino Unido rompeu relações com o governo de Gaddafi como resultado do incidente.
Mesmo os EUA não conseguiram proteger os dissidentes da Líbia. Em 1980, um agente líbio tentou assassinar o dissidente Faisal Zagallai, estudante de doutorado na Universidade do Colorado em Boulder. As balas deixaram Zagallai parcialmente cego.  Um desertor foi sequestrado e executado em 1990, pouco antes de receber a cidadania americana. 
Gaddafi afirmou em Junho de 1984 que as matanças poderiam ser cometidas mesmo quando os dissidentes estavam em peregrinação na cidade sagrada de Meca. Em agosto de 1984, um complô líbio foi frustrado em Meca. :183
Em 2004, a Líbia ainda oferecia recompensas aos chefes dos críticos, incluindo 1 milhão de dólares para Ashur Shamis, um jornalista líbio-britânico. 
Há indicações de que entre os anos de 2002 e 2007, o serviço de inteligência da era Gaddafi da Líbia teve uma parceria com organizações de espionagem ocidentais, incluindo o MI6 e a CIA, que forneceram voluntariamente informações sobre dissidentes líbios nos Estados Unidos e no Canadá em troca de usarem a Líbia como uma base para entregas extraordinárias. Isto foi feito apesar do historial de assassinato de dissidentes no estrangeiro na Líbia e com pleno conhecimento dos maus-tratos brutais que a Líbia dispensa aos detidos.   

### Agitação política durante a década de 1990
Na década de 1990, o governo de Gaddafi foi ameaçado pelo islamismo militante. Em Outubro de 1993, houve uma tentativa frustrada de assassinato de Gaddafi por elementos do exército líbio. Em resposta, Gaddafi recorreu a medidas repressivas, recorrendo ao seu Corpo de Guardas Revolucionários pessoal para esmagar os tumultos e o activismo islâmico durante a década de 1990. No entanto, a Cirenaica entre 1995 e 1998 foi politicamente instável, devido às lealdades tribais das tropas locais. 

## Guerra civil de 2011 e colapso do governo de Gaddafi

Um mapa global do mundo mostrando os países que reconheceram ou tiveram relações informais com Líbia durante a guerra civil de 2011.
Líbia
Países que reconheceram o Conselho Nacional de Transição (CNT) como o único representante legítimo da Líbia
Países que mantinham relações informais permanentes com o CNT, ou que votaram a favor do reconhecimento na ONU, mas não concederam reconhecimento oficial
Países que se opuseram ao reconhecimento do CNT na ONU, mas não fizeram uma declaração formal
Países que disseram que não reconheceriam o CNT

Uma renovada ameaça séria à Jamahiriya Árabe Líbia surgiu em Fevereiro de 2011, com a guerra civil na Líbia. A inspiração para a agitação é atribuída às revoltas na Tunísia e no Egipto, ligando-a à Primavera Árabe mais ampla.  No leste, o Conselho Nacional de Transição foi estabelecido em Bengazi. O romancista Idris Al-Mesmari foi preso horas depois de dar uma entrevista à Al Jazeera sobre a reação da polícia aos protestos em Bengazi, no dia 15 de fevereiro.
Algumas autoridades líbias apoiaram os manifestantes e solicitaram ajuda da comunidade internacional para pôr fim aos massacres de civis. O governo em Trípoli tinha perdido o controlo de metade da Líbia no final de Fevereiro,   mas em meados de Setembro Gaddafi permanecia no controlo de várias partes de Fezã. Em 21 de Setembro, as forças do CNT capturaram Sabha, a maior cidade de Fezzan, reduzindo o controlo de Gaddafi a áreas limitadas e isoladas.
Muitas nações condenaram o governo de Gaddafi pelo uso da força contra civis. Várias outras nações aliadas de Gaddafi classificaram o levante e a intervenção como uma "conspiração" das potências ocidentais para saquear os recursos da Líbia.  O Conselho de Segurança das Nações Unidas aprovou uma resolução para impor uma zona de exclusão aérea sobre o espaço aéreo da Líbia em 17 de março de 2011. 
A resolução da ONU autorizou ataques aéreos contra tropas terrestres e navios de guerra líbios que pareciam ameaçar civis.  Em 19 de março, começou a aplicação da zona de exclusão aérea, com aeronaves francesas realizando missões através da Líbia e um bloqueio naval pela Marinha Real Britânica.  Eventualmente, os porta-aviões USS Enterprise e o Charles de Gaulle chegaram ao largo da costa e forneceram aos agentes uma capacidade de resposta rápida. As forças dos EUA designaram a sua parte na acção coerciva como Operação Odyssey Dawn, destinada a "negar ao regime líbio o uso da força contra o seu próprio povo" , de acordo com o vice-almirante dos EUA William E. Gortney . Mais de 110 mísseis de cruzeiro “Tomahawk” foram disparados num ataque inicial por navios de guerra dos EUA e um submarino britânico contra as defesas aéreas da Líbia. 
Os últimos redutos do governo em Sirte caíram finalmente nas mãos dos combatentes anti-Gaddafi em 20 de Outubro de 2011 e, após a controversa morte de Muammar Gaddafi, a Líbia foi oficialmente declarada "libertada" em 23 de Outubro de 2011, pondo fim a 42 anos de liderança de Gaddafi na Líbia. 
O cientista político Riadh Sidaoui sugeriu em outubro de 2011 que Gaddafi "criou um grande vazio para o seu exercício do poder: não há instituição, nem exército, nem tradição eleitoral no país" e, como resultado, o período de transição seria difícil na Líbia. 

## Bandeiras, símbolos e insígnias
| {{{caption}}}                     |
| Bandeira Estatal (proporção: 1:2) |

| {{{caption}}} |
| Brasão        |

| {{{caption}}}                     |
| Bandeira Estatal (proporção: 2:3) |

| {{{caption}}} |
| Brasão        |

| {{{caption}}}  |
| Insígnia Naval |

| {{{caption}}}                     |
| Bandeira Estatal (proporção: 1:2) |

| {{{caption}}} |
| Brasão        |

| {{{caption}}}  |
| Insígnia Naval |

| {{{caption}}}                  |
| Roundel de aeronaves militares |

| {{{caption}}}                       |
| Flash de barbatana de avião militar |